# Валенсия, Диего
Дие́го Марти́н Вале́нсия Море́льо (исп. Diego Martín Valencia Morello; род. 14 января 2000, Винья-дель-Мар, Вальпараисо) — чилийский футболист, нападающий клуба «Салернитана» и сборной Чили, выступающий на правах аренды за греческий «Атромитос».

## Клубная карьера
Валенсия — воспитанник клуба «Универсидад Католика». 21 июля 2018 года в матче против «Депортес Икике» он дебютировал в чилийской Примере. 16 февраля 2019 года в поединке против «Кокимбо Унидо» Диего сделал «дубль», забив свои первые голы за «Универсидад Католика». В 2021 году в розыгрыше Кубка Либертадорес против уругвайского «Насьоналя» и колумбийского «Атлетико Насьональ» Валенсия забил по голу. 1 июля 2022 года в поединке Южноамериканского кубка против бразильского «Сан-Паулу» он забил мяч. В составе клуба Диего четыре раза выиграл чемпионат.
Летом 2022 года Валенсия перешёл в итальянскую «Салернитану», подписав контракт на четыре года. Сумма трансфера составила 2,5 млн. евро. 14 августа в матче против «Ромы» он дебютировал в итальянской Серии A. 

## Международная карьера
В 2017 году в составе юношеской сборной Чили принял участие в домашнем юношеском чемпионате Южной Америки. На турнире сыграл в матчах против команд Бразилии и дважды Эквадора. В том же году Диего принял участие в юношеском чемпионате мира в Индии. На турнире он сыграл в матчах против команд Ирака и Мексики.
В 2019 году Валенсия в составе молодёжной сборной Чили принял участие в домашнем молодёжном чемпионате Южной Америки. На турнире он сыграл в матчах против команд Бразилии и Колумбии. 
В 2021 году в Валенсия попал в заявку Кубка Америки в Бразилии. 3 июля в матче турнира против сборной Бразилии он дебютировал за сборную Чили. 

## Достижения
«Универсидад Католика»
- Победитель чилийской Примеры (4) — 2018, 2019, 2020, 2021
- Обладатель Суперкубка Чили (3): 2019, 2020, 2021